# Rigmor Stampe Bendix
Rigmor Stampe Bendix, født  baronesse Stampe (født 7. december 1850 på Christinelund, Skibinge Sogn, død 9. marts 1923 på Frederiksberg) var en dansk redaktør og filantrop gift med komponisten Victor Bendix.
Rigmor Stampe var datter af lensbaron Henrik Stampe og Jonna f. Drewsen (1827-78), men brød ud af godsejermiljøet, da hun i 1879 blev borgerligt viet til den jødiske komponist Victor Bendix, der indgik i kredsen omkring Georg Brandes. Ligesom sin mand var hun ateist, hvilket forargede hendes familie. Hun var den ældste af fire døtre, men da slægtens stamhus med Nysø som centrum kun kunne arves i mandlig linje, blev det hendes barnløse onkel, Holger Stampe-Charisius, der arvede herregården.
Stampes opdragelse var ret frigjort. Hun kunne selv studere, og hun modtog privatundervisning i hovedstaden hos filosoffen Harald Høffding i etik og religionshistorie og i matematik hos professor Julius Petersen. Med søstrene Astrid Stampe, gift Feddersen, og Kristine, gift Bardenfleth, arrangerede hun som ung foredrag og oplæsninger. Sammen grundlagde søstrene desuden et bibliotek for Nysøs bønder og ansatte.
I modsætning til søsteren Astrid Stampe Feddersen, der udviklede sig til en af landets mest fremtrædende kvindesagskvinder, blev Rigmor Stampe Bendix aldrig involveret i Dansk Kvindesamfund. I stedet var hun den selskabelige husmoder i et intellektuelt hjem.
Hun var naturbegejstret og involveret i Københavns Legepladsforening, som hun stiftede 1891 og var formand for indtil 1921. Hendes indsats for legepladser med sandkasser bar frugt, og hun fik frilagt et område af Grønningen til legepladsformål. Hun var også medstifter af Udvalget for Danske Skolebørns Fælleslege og mangeårigt medlem af dets ledelse, og hun grundlagde Børnenes Billedindsamling og var aktiv i foreningen Skolehaven.
Hun blev i 1898 redaktør af Kvindernes Blad, der blev udgivet som tillæg til Nationaltidende, Dagbladet og Dagens Nyheder, og her fik hun indtil sin afgang 1904 mulighed for at gøre bladet til talerør for kvindesagen. Det var viceskoleinspektør Emma Hørup, der hentede Stampe Bendix ind som redaktør. Hørup var sammen med Karin og Sophus Michaëlis blandt hendes venner. Som redaktør anvendte hun en række kendte navne til bladet som skribenter som Kirstine Frederiksen og Ida Falbe-Hansen.
I 1904 overtog Mathilde Lütken redaktørposten, og året efter gik Rigmor Stampe Bendix' allerede anstrengte ægteskab i stykker under stor skandale. Derefter levede hun et tilbagetrukkent og mere traditionelt kvindeliv, hvor hun helligede sig sin forfattervirksomhed, der var indledt 1901 med en biografi om slægtningen, maleren Carlo Dalgas. Hun fortsatte ad dette spor, da hun i 1912 redigerede og udgav sin kendte farmoder Christine Stampes informative Baronesse Stampes Erindringer om Thorvaldsen. Endeligt udgav hun 1918 bogen H.C. Andersen og hans nærmeste Omgang om sin gudfader, digteren H.C. Andersen, som havde introduceret hendes forældre for hinanden og haft sin gang på Nysø.